# Three Points, Arizona
Three Points är en ort (CDP) i Pima County, i delstaten Arizona, USA. Enligt United States Census Bureau har orten en folkmängd på 5 581 invånare (2010) och en landarea på 120 km².